# Mistrzostwa Świata w Kolarstwie Szosowym 2022 – wyścig ze startu wspólnego mężczyzn
Mistrzostwa Świata w Kolarstwie Szosowym 2022 – wyścig ze startu wspólnego mężczyzn – konkurencja wyścigu ze startu wspólnego elity mężczyzn w ramach Mistrzostw Świata w Kolarstwie Szosowym 2022, która została rozegrana 25 września 2022 na liczącej niespełna 267 kilometrów trasie z Helensburgh do Wollongong.

## Uczestnicy

### Reprezentacje
| Reprezentacje (50)- Francja - Ekwador - Belgia - Hiszpania - Holandia - Słowenia - Dania - Wielka Brytania - Kolumbia - Australia - Włochy - Szwajcaria - Norwegia - Niemcy - Erytrea - Stany Zjednoczone - Portugalia - Południowa Afryka - Kanada - Nowa Zelandia - Polska - Czechy - Austria - Kazachstan - Łotwa - Luksemburg - Węgry - Ukraina - Argentyna - Słowacja - Mongolia - Japonia - Litwa - Szwecja - Panama - Grecja - Maroko - Izrael - Uzbekistan - Turcja - Brazylia - Rwanda - Tajlandia - Serbia - Hongkong - Chiny - Korea Południowa - Monako - Malta - Watykan |
| |

### Lista startowa
| Francja FRA | Francja FRA        | Francja FRA |
| ----------- | ------------------ | ----------- |
| Nr          | Kolarz             | Miejsce     |
| 1           | Julian Alaphilippe | 51.         |
| 2           | Benoît Cosnefroy   | 26.         |
| 3           | Bruno Armirail     | DNF         |
| 4           | Christophe Laporte | 2.          |
| 5           | Florian Sénéchal   | 90.         |
| 6           | Pawieł Siwakow     | 101.        |
| 7           | Quentin Pacher     | 80.         |
| 8           | Romain Bardet      | 22.         |
| 9           | Valentin Madouas   | 29.         |

| Ekwador ECU | Ekwador ECU      | Ekwador ECU |
| ----------- | ---------------- | ----------- |
| Nr          | Kolarz           | Miejsce     |
| 10          | Jhonatan Narváez | 32.         |

| Belgia BEL | Belgia BEL           | Belgia BEL |
| ---------- | -------------------- | ---------- |
| Nr         | Kolarz               | Miejsce    |
| 11         | Jasper Stuyven       | 47.        |
| 12         | Nathan Van Hooydonck | 43.        |
| 13         | Pieter Serry         | DNF        |
| 14         | Quinten Hermans      | 34.        |
| 15         | Remco Evenepoel      | 1.         |
| 16         | Stan Dewulf          | 98.        |
| 17         | Wout van Aert        | 4.         |
| 18         | Yves Lampaert        | 48.        |

| Hiszpania ESP | Hiszpania ESP       | Hiszpania ESP |
| ------------- | ------------------- | ------------- |
| Nr            | Kolarz              | Miejsce       |
| 19            | Eduard Prades       | 87.           |
| 20            | Gotzon Martín       | DNF           |
| 21            | Iván García Cortina | 11.           |
| 22            | Jesús Ezquerra      | 75.           |
| 23            | Marc Soler          | 82.           |
| 24            | Oier Lazkano        | DNF           |
| 25            | Roger Adrià         | 77.           |
| 26            | Urko Berrade        | DNF           |

| Holandia NED | Holandia NED         | Holandia NED |
| ------------ | -------------------- | ------------ |
| Nr           | Kolarz               | Miejsce      |
| 27           | Bauke Mollema        | 25.          |
| 28           | Daan Hoole           | 99.          |
| 29           | Dylan van Baarle     | 27.          |
| 30           | Jan Maas             | 61.          |
| 31           | Mathieu van der Poel | DNF          |
| 32           | Pascal Eenkhoorn     | 28.          |
| 33           | Taco van der Hoorn   | DNF          |
| 34           | Wout Poels           | 81.          |

| Słowenia SLO | Słowenia SLO  | Słowenia SLO |
| ------------ | ------------- | ------------ |
| Nr           | Kolarz        | Miejsce      |
| 35           | David Per     | DNF          |
| 36           | Domen Novak   | DNF          |
| 37           | Jaka Primožič | 68.          |
| 38           | Jan Polanc    | 30.          |
| 39           | Jan Tratnik   | 12.          |
| 40           | Tadej Pogačar | 19.          |

| Dania DEN | Dania DEN             | Dania DEN |
| --------- | --------------------- | --------- |
| Nr        | Kolarz                | Miejsce   |
| 41        | Alexander Kamp        | 57.       |
| 42        | Anthon Charmig        | 70.       |
| 43        | Jakob Fuglsang        | 56.       |
| 44        | Magnus Cort Nielsen   | 35.       |
| 45        | Mattias Skjelmose     | 10.       |
| 46        | Michael Mørkøv        | 55.       |
| 47        | Mikkel Bjerg          | 92.       |
| 48        | Mikkel Frølich Honoré | 15.       |

| Wielka Brytania GBR | Wielka Brytania GBR | Wielka Brytania GBR |
| ------------------- | ------------------- | ------------------- |
| Nr                  | Kolarz              | Miejsce             |
| 49                  | Ben Swift           | 79.                 |
| 50                  | Ben Tulett          | 14.                 |
| 51                  | Ben Turner          | 100.                |
| 52                  | Connor Swift        | 103.                |
| 53                  | Ethan Hayter        | 9.                  |
| 54                  | Fred Wright         | 53.                 |
| 55                  | Jake Stewart        | 102.                |
| 56                  | Luke Rowe           | DNF                 |

| Kolumbia COL | Kolumbia COL          | Kolumbia COL |
| ------------ | --------------------- | ------------ |
| Nr           | Kolarz                | Miejsce      |
| 57           | Harold Tejada         | DNF          |
| 58           | Juan Sebastián Molano | DNF          |
| 59           | Nairo Quintana        | 66.          |
| 60           | Rodrigo Contreras     | DNF          |
| 61           | Sergio Higuita        | 31.          |
| 62           | Wilson Peña           | 93.          |

| Australia AUS | Australia AUS     | Australia AUS |
| ------------- | ----------------- | ------------- |
| Nr            | Kolarz            | Miejsce       |
| 63            | Ben O’Connor      | DNF           |
| 64            | Heinrich Haussler | 67.           |
| 65            | Jai Hindley       | 49.           |
| 66            | Lucas Plapp       | DNF           |
| 67            | Luke Durbridge    | DNF           |
| 68            | Michael Matthews  | 3.            |
| 69            | Nick Schultz      | 91.           |
| 70            | Simon Clarke      | 50.           |

| Włochy ITA | Włochy ITA          | Włochy ITA |
| ---------- | ------------------- | ---------- |
| Nr         | Kolarz              | Miejsce    |
| 71         | Alberto Bettiol     | 8.         |
| 72         | Andrea Bagioli      | 46.        |
| 73         | Davide Ballerini    | 63.        |
| 74         | Edoardo Affini      | DNF        |
| 75         | Lorenzo Rota        | 13.        |
| 76         | Matteo Trentin      | 5.         |
| 77         | Nicola Conci        | 33.        |
| 78         | Samuele Battistella | 85.        |

| Szwajcaria SUI | Szwajcaria SUI   | Szwajcaria SUI |
| -------------- | ---------------- | -------------- |
| Nr             | Kolarz           | Miejsce        |
| 79             | Fabian Lienhard  | 89.            |
| 80             | Mauro Schmid     | 17.            |
| 81             | Silvan Dillier   | 38.            |
| 82             | Simon Pellaud    | 88.            |
| 83             | Stefan Bissegger | DNF            |
| 84             | Stefan Küng      | 20.            |

| Norwegia NOR | Norwegia NOR       | Norwegia NOR |
| ------------ | ------------------ | ------------ |
| Nr           | Kolarz             | Miejsce      |
| 85           | Alexander Kristoff | 6.           |
| 86           | Anders Skaarseth   | 41.          |
| 87           | Andreas Leknessund | 94.          |
| 88           | Rasmus Tiller      | 16.          |
| 89           | Sven Erik Bystrøm  | 37.          |
| 90           | Tobias Foss        | 84.          |

| Niemcy GER | Niemcy GER       | Niemcy GER |
| ---------- | ---------------- | ---------- |
| Nr         | Kolarz           | Miejsce    |
| 91         | Georg Zimmermann | DNF        |
| 92         | Jannik Steimle   | 72.        |
| 93         | Jonas Koch       | DNF        |
| 94         | Miguel Heidemann | DNF        |
| 95         | Nico Denz        | DNF        |
| 96         | Nikias Arndt     | 52.        |

| Erytrea ERI | Erytrea ERI             | Erytrea ERI |
| ----------- | ----------------------- | ----------- |
| Nr          | Kolarz                  | Miejsce     |
| 97          | Amanuel Ghebreigzabhier | DNF         |
| 98          | Biniam Girmay           | 54.         |
| 99          | Henok Mulubrhan         | DNF         |
| 100         | Merhawi Kudus           | 69.         |
| 101         | Metkel Eyob             | DNF         |
| 102         | Natnael Tesfatsion      | DNF         |

| Stany Zjednoczone USA | Stany Zjednoczone USA | Stany Zjednoczone USA |
| --------------------- | --------------------- | --------------------- |
| Nr                    | Kolarz                | Miejsce               |
| 103                   | Keegan Swenson        | 73.                   |
| 104                   | Kyle Murphy           | DNF                   |
| 105                   | Magnus Sheffield      | 78.                   |
| 106                   | Neilson Powless       | 18.                   |
| 107                   | Scott McGill          | 86.                   |

| Portugalia POR | Portugalia POR  | Portugalia POR |
| -------------- | --------------- | -------------- |
| Nr             | Kolarz          | Miejsce        |
| 108            | Ivo Oliveira    |                |
| 109            | João Almeida    |                |
| 110            | Nelson Oliveira |                |
| 111            | Rui Oliveira    |                |

| Południowa Afryka RSA | Południowa Afryka RSA | Południowa Afryka RSA |
| --------------------- | --------------------- | --------------------- |
| Nr                    | Kolarz                | Miejsce               |
| 112                   | Daryl Impey           | 74.                   |
| 113                   | Gustav Basson         | DNF                   |
| 114                   | Marc Oliver Pritzen   | DNF                   |

| Kanada CAN | Kanada CAN        | Kanada CAN |
| ---------- | ----------------- | ---------- |
| Nr         | Kolarz            | Miejsce    |
| 115        | Derek Gee         | DNF        |
| 116        | Matteo Dal-Cin    | DNF        |
| 117        | Nickolas Zukowsky | 36.        |
| 118        | Pier-André Côté   | DNF        |

| Nowa Zelandia NZL | Nowa Zelandia NZL | Nowa Zelandia NZL |
| ----------------- | ----------------- | ----------------- |
| Nr                | Kolarz            | Miejsce           |
| 119               | James Fouché      |                   |

| Polska POL | Polska POL            | Polska POL |
| ---------- | --------------------- | ---------- |
| Nr         | Kolarz                | Miejsce    |
| 120        | Łukasz Owsian         | 96.        |
| 121        | Maciej Bodnar         | DNF        |
| 122        | Stanisław Aniołkowski | 76.        |

| Czechy CZE | Czechy CZE     | Czechy CZE |
| ---------- | -------------- | ---------- |
| Nr         | Kolarz         | Miejsce    |
| 123        | Jan Hirt       | DNF        |
| 124        | Michael Kukrle | 59.        |
| 125        | Zdeněk Štybar  | 42.        |

| Austria AUT | Austria AUT           | Austria AUT |
| ----------- | --------------------- | ----------- |
| Nr          | Kolarz                | Miejsce     |
| 126         | Felix Gall            | 97.         |
| 127         | Sebastian Schönberger | 40.         |
| 128         | Tobias Bayer          | 62.         |

| Kazachstan KAZ | Kazachstan KAZ   | Kazachstan KAZ |
| -------------- | ---------------- | -------------- |
| Nr             | Kolarz           | Miejsce        |
| 129            | Aleksiej Łucenko | 24.            |
| 130            | Wadim Pronski    | DNF            |
| 131            | Jurij Natarow    | DNF            |

| Łotwa LAT | Łotwa LAT     | Łotwa LAT |
| --------- | ------------- | --------- |
| Nr        | Kolarz        | Miejsce   |
| 132       | Emīls Liepiņš | 58.       |

| Luksemburg LUX | Luksemburg LUX     | Luksemburg LUX |
| -------------- | ------------------ | -------------- |
| Nr             | Kolarz             | Miejsce        |
| 133            | Bob Jungels        | 45.            |
| 134            | Colin Heiderscheid | DNF            |
| 135            | Kevin Geniets      | 21.            |
| 136            | Luc Wirtgen        | 95.            |

| Węgry HUN | Węgry HUN     | Węgry HUN |
| --------- | ------------- | --------- |
| Nr        | Kolarz        | Miejsce   |
| 137       | Attila Valter | 23.       |

| Ukraina UKR | Ukraina UKR        | Ukraina UKR |
| ----------- | ------------------ | ----------- |
| Nr          | Kolarz             | Miejsce     |
| 138         | Witalij Nowakowski | DNF         |
| 139         | Witalij Buc        | DNF         |

| Argentyna ARG | Argentyna ARG     | Argentyna ARG |
| ------------- | ----------------- | ------------- |
| Nr            | Kolarz            | Miejsce       |
| 140           | Eduardo Sepúlveda | 71.           |

| Słowacja SVK | Słowacja SVK  | Słowacja SVK |
| ------------ | ------------- | ------------ |
| Nr           | Kolarz        | Miejsce      |
| 141          | Juraj Sagan   | DNF          |
| 142          | Marek Čanecký | 65.          |
| 143          | Matúš Štoček  | 64.          |
| 144          | Peter Sagan   | 7.           |

| Mongolia MGL | Mongolia MGL            | Mongolia MGL |
| ------------ | ----------------------- | ------------ |
| Nr           | Kolarz                  | Miejsce      |
| 145          | Bilguunjargal Erdenebat | DNF          |
| 146          | Jambaljamts Sainbayar   | DNF          |

| Japonia JPN | Japonia JPN     | Japonia JPN |
| ----------- | --------------- | ----------- |
| Nr          | Kolarz          | Miejsce     |
| 147         | Yukiya Arashiro | 39.         |

| Litwa LTU | Litwa LTU        | Litwa LTU |
| --------- | ---------------- | --------- |
| Nr        | Kolarz           | Miejsce   |
| 148       | Venantas Lašinis | DNF       |

| Szwecja SWE | Szwecja SWE       | Szwecja SWE |
| ----------- | ----------------- | ----------- |
| Nr          | Kolarz            | Miejsce     |
| 149         | Tobias Ludvigsson | DNF         |

| Panama PAN | Panama PAN        | Panama PAN |
| ---------- | ----------------- | ---------- |
| Nr         | Kolarz            | Miejsce    |
| 150        | Bolivar Espinosa  | DNF        |
| 151        | Christofer Jurado | DNF        |

| Grecja GRE | Grecja GRE     | Grecja GRE |
| ---------- | -------------- | ---------- |
| Nr         | Kolarz         | Miejsce    |
| 152        | Jeorjos Buglas | DNF        |

| Maroko MAR | Maroko MAR       | Maroko MAR |
| ---------- | ---------------- | ---------- |
| Nr         | Kolarz           | Miejsce    |
| 153        | Achraf Ed Doghmy | DNF        |

| Izrael ISR | Izrael ISR | Izrael ISR |
| ---------- | ---------- | ---------- |
| Nr         | Kolarz     | Miejsce    |
| 154        | Gaj Sagiw  | DNF        |

| Uzbekistan UZB | Uzbekistan UZB      | Uzbekistan UZB |
| -------------- | ------------------- | -------------- |
| Nr             | Kolarz              | Miejsce        |
| 155            | Muradjan Xalmuratov | DNF            |

| Turcja TUR | Turcja TUR    | Turcja TUR |
| ---------- | ------------- | ---------- |
| Nr         | Kolarz        | Miejsce    |
| 156        | Mustafa Sayar | DNF        |

| Brazylia BRA | Brazylia BRA    | Brazylia BRA |
| ------------ | --------------- | ------------ |
| Nr           | Kolarz          | Miejsce      |
| 157          | Nícolas Sessler | DNF          |

| Rwanda RWA | Rwanda RWA      | Rwanda RWA |
| ---------- | --------------- | ---------- |
| Nr         | Kolarz          | Miejsce    |
| 158        | Eric Manizabayo | DNF        |
| 159        | Moïse Mugisha   | DNF        |

| Tajlandia THA | Tajlandia THA            | Tajlandia THA |
| ------------- | ------------------------ | ------------- |
| Nr            | Kolarz                   | Miejsce       |
| 160           | Peerapol Chawchiangkwang | DNF           |
| 161           | Sarawut Sirironnachai    | DNF           |

| Serbia SRB | Serbia SRB  | Serbia SRB |
| ---------- | ----------- | ---------- |
| Nr         | Kolarz      | Miejsce    |
| 162        | Ognjen Ilić | DNF        |

| Hongkong HKG | Hongkong HKG  | Hongkong HKG |
| ------------ | ------------- | ------------ |
| Nr           | Kolarz        | Miejsce      |
| 163          | Choy Hiu Fung | DNF          |

| Chiny CHN | Chiny CHN          | Chiny CHN |
| --------- | ------------------ | --------- |
| Nr        | Kolarz             | Miejsce   |
| 164       | Nazaerbieke Bieken | DNF       |
| 165       | Lü Xianjing        | DNF       |

| Korea Południowa KOR | Korea Południowa KOR | Korea Południowa KOR |
| -------------------- | -------------------- | -------------------- |
| Nr                   | Kolarz               | Miejsce              |
| 166                  | Jang Kyung-gu        | DNF                  |

| Monako MON | Monako MON     | Monako MON |
| ---------- | -------------- | ---------- |
| Nr         | Kolarz         | Miejsce    |
| 167        | Antoine Berlin | DNF        |

| Malta MLT | Malta MLT      | Malta MLT |
| --------- | -------------- | --------- |
| Nr        | Kolarz         | Miejsce   |
| 168       | Daniel Bonello | DNF       |

| Watykan VAT | Watykan VAT     | Watykan VAT |
| ----------- | --------------- | ----------- |
| Nr          | Kolarz          | Miejsce     |
| 169         | Rien Schuurhuis | DNF         |

| Francja FRA | Francja FRA        | Francja FRA |
| ----------- | ------------------ | ----------- |
| Nr          | Kolarz             | Miejsce     |
| 1           | Julian Alaphilippe | 51.         |
| 2           | Benoît Cosnefroy   | 26.         |
| 3           | Bruno Armirail     | DNF         |
| 4           | Christophe Laporte | 2.          |
| 5           | Florian Sénéchal   | 90.         |
| 6           | Pawieł Siwakow     | 101.        |
| 7           | Quentin Pacher     | 80.         |
| 8           | Romain Bardet      | 22.         |
| 9           | Valentin Madouas   | 29.         |

| Ekwador ECU | Ekwador ECU      | Ekwador ECU |
| ----------- | ---------------- | ----------- |
| Nr          | Kolarz           | Miejsce     |
| 10          | Jhonatan Narváez | 32.         |

| Belgia BEL | Belgia BEL           | Belgia BEL |
| ---------- | -------------------- | ---------- |
| Nr         | Kolarz               | Miejsce    |
| 11         | Jasper Stuyven       | 47.        |
| 12         | Nathan Van Hooydonck | 43.        |
| 13         | Pieter Serry         | DNF        |
| 14         | Quinten Hermans      | 34.        |
| 15         | Remco Evenepoel      | 1.         |
| 16         | Stan Dewulf          | 98.        |
| 17         | Wout van Aert        | 4.         |
| 18         | Yves Lampaert        | 48.        |

| Hiszpania ESP | Hiszpania ESP       | Hiszpania ESP |
| ------------- | ------------------- | ------------- |
| Nr            | Kolarz              | Miejsce       |
| 19            | Eduard Prades       | 87.           |
| 20            | Gotzon Martín       | DNF           |
| 21            | Iván García Cortina | 11.           |
| 22            | Jesús Ezquerra      | 75.           |
| 23            | Marc Soler          | 82.           |
| 24            | Oier Lazkano        | DNF           |
| 25            | Roger Adrià         | 77.           |
| 26            | Urko Berrade        | DNF           |

| Holandia NED | Holandia NED         | Holandia NED |
| ------------ | -------------------- | ------------ |
| Nr           | Kolarz               | Miejsce      |
| 27           | Bauke Mollema        | 25.          |
| 28           | Daan Hoole           | 99.          |
| 29           | Dylan van Baarle     | 27.          |
| 30           | Jan Maas             | 61.          |
| 31           | Mathieu van der Poel | DNF          |
| 32           | Pascal Eenkhoorn     | 28.          |
| 33           | Taco van der Hoorn   | DNF          |
| 34           | Wout Poels           | 81.          |

| Słowenia SLO | Słowenia SLO  | Słowenia SLO |
| ------------ | ------------- | ------------ |
| Nr           | Kolarz        | Miejsce      |
| 35           | David Per     | DNF          |
| 36           | Domen Novak   | DNF          |
| 37           | Jaka Primožič | 68.          |
| 38           | Jan Polanc    | 30.          |
| 39           | Jan Tratnik   | 12.          |
| 40           | Tadej Pogačar | 19.          |

| Dania DEN | Dania DEN             | Dania DEN |
| --------- | --------------------- | --------- |
| Nr        | Kolarz                | Miejsce   |
| 41        | Alexander Kamp        | 57.       |
| 42        | Anthon Charmig        | 70.       |
| 43        | Jakob Fuglsang        | 56.       |
| 44        | Magnus Cort Nielsen   | 35.       |
| 45        | Mattias Skjelmose     | 10.       |
| 46        | Michael Mørkøv        | 55.       |
| 47        | Mikkel Bjerg          | 92.       |
| 48        | Mikkel Frølich Honoré | 15.       |

| Wielka Brytania GBR | Wielka Brytania GBR | Wielka Brytania GBR |
| ------------------- | ------------------- | ------------------- |
| Nr                  | Kolarz              | Miejsce             |
| 49                  | Ben Swift           | 79.                 |
| 50                  | Ben Tulett          | 14.                 |
| 51                  | Ben Turner          | 100.                |
| 52                  | Connor Swift        | 103.                |
| 53                  | Ethan Hayter        | 9.                  |
| 54                  | Fred Wright         | 53.                 |
| 55                  | Jake Stewart        | 102.                |
| 56                  | Luke Rowe           | DNF                 |

| Kolumbia COL | Kolumbia COL          | Kolumbia COL |
| ------------ | --------------------- | ------------ |
| Nr           | Kolarz                | Miejsce      |
| 57           | Harold Tejada         | DNF          |
| 58           | Juan Sebastián Molano | DNF          |
| 59           | Nairo Quintana        | 66.          |
| 60           | Rodrigo Contreras     | DNF          |
| 61           | Sergio Higuita        | 31.          |
| 62           | Wilson Peña           | 93.          |

| Australia AUS | Australia AUS     | Australia AUS |
| ------------- | ----------------- | ------------- |
| Nr            | Kolarz            | Miejsce       |
| 63            | Ben O’Connor      | DNF           |
| 64            | Heinrich Haussler | 67.           |
| 65            | Jai Hindley       | 49.           |
| 66            | Lucas Plapp       | DNF           |
| 67            | Luke Durbridge    | DNF           |
| 68            | Michael Matthews  | 3.            |
| 69            | Nick Schultz      | 91.           |
| 70            | Simon Clarke      | 50.           |

| Włochy ITA | Włochy ITA          | Włochy ITA |
| ---------- | ------------------- | ---------- |
| Nr         | Kolarz              | Miejsce    |
| 71         | Alberto Bettiol     | 8.         |
| 72         | Andrea Bagioli      | 46.        |
| 73         | Davide Ballerini    | 63.        |
| 74         | Edoardo Affini      | DNF        |
| 75         | Lorenzo Rota        | 13.        |
| 76         | Matteo Trentin      | 5.         |
| 77         | Nicola Conci        | 33.        |
| 78         | Samuele Battistella | 85.        |

| Szwajcaria SUI | Szwajcaria SUI   | Szwajcaria SUI |
| -------------- | ---------------- | -------------- |
| Nr             | Kolarz           | Miejsce        |
| 79             | Fabian Lienhard  | 89.            |
| 80             | Mauro Schmid     | 17.            |
| 81             | Silvan Dillier   | 38.            |
| 82             | Simon Pellaud    | 88.            |
| 83             | Stefan Bissegger | DNF            |
| 84             | Stefan Küng      | 20.            |

| Norwegia NOR | Norwegia NOR       | Norwegia NOR |
| ------------ | ------------------ | ------------ |
| Nr           | Kolarz             | Miejsce      |
| 85           | Alexander Kristoff | 6.           |
| 86           | Anders Skaarseth   | 41.          |
| 87           | Andreas Leknessund | 94.          |
| 88           | Rasmus Tiller      | 16.          |
| 89           | Sven Erik Bystrøm  | 37.          |
| 90           | Tobias Foss        | 84.          |

| Niemcy GER | Niemcy GER       | Niemcy GER |
| ---------- | ---------------- | ---------- |
| Nr         | Kolarz           | Miejsce    |
| 91         | Georg Zimmermann | DNF        |
| 92         | Jannik Steimle   | 72.        |
| 93         | Jonas Koch       | DNF        |
| 94         | Miguel Heidemann | DNF        |
| 95         | Nico Denz        | DNF        |
| 96         | Nikias Arndt     | 52.        |

| Erytrea ERI | Erytrea ERI             | Erytrea ERI |
| ----------- | ----------------------- | ----------- |
| Nr          | Kolarz                  | Miejsce     |
| 97          | Amanuel Ghebreigzabhier | DNF         |
| 98          | Biniam Girmay           | 54.         |
| 99          | Henok Mulubrhan         | DNF         |
| 100         | Merhawi Kudus           | 69.         |
| 101         | Metkel Eyob             | DNF         |
| 102         | Natnael Tesfatsion      | DNF         |

| Stany Zjednoczone USA | Stany Zjednoczone USA | Stany Zjednoczone USA |
| --------------------- | --------------------- | --------------------- |
| Nr                    | Kolarz                | Miejsce               |
| 103                   | Keegan Swenson        | 73.                   |
| 104                   | Kyle Murphy           | DNF                   |
| 105                   | Magnus Sheffield      | 78.                   |
| 106                   | Neilson Powless       | 18.                   |
| 107                   | Scott McGill          | 86.                   |

| Portugalia POR | Portugalia POR  | Portugalia POR |
| -------------- | --------------- | -------------- |
| Nr             | Kolarz          | Miejsce        |
| 108            | Ivo Oliveira    |                |
| 109            | João Almeida    |                |
| 110            | Nelson Oliveira |                |
| 111            | Rui Oliveira    |                |

| Południowa Afryka RSA | Południowa Afryka RSA | Południowa Afryka RSA |
| --------------------- | --------------------- | --------------------- |
| Nr                    | Kolarz                | Miejsce               |
| 112                   | Daryl Impey           | 74.                   |
| 113                   | Gustav Basson         | DNF                   |
| 114                   | Marc Oliver Pritzen   | DNF                   |

| Kanada CAN | Kanada CAN        | Kanada CAN |
| ---------- | ----------------- | ---------- |
| Nr         | Kolarz            | Miejsce    |
| 115        | Derek Gee         | DNF        |
| 116        | Matteo Dal-Cin    | DNF        |
| 117        | Nickolas Zukowsky | 36.        |
| 118        | Pier-André Côté   | DNF        |

| Nowa Zelandia NZL | Nowa Zelandia NZL | Nowa Zelandia NZL |
| ----------------- | ----------------- | ----------------- |
| Nr                | Kolarz            | Miejsce           |
| 119               | James Fouché      |                   |

| Polska POL | Polska POL            | Polska POL |
| ---------- | --------------------- | ---------- |
| Nr         | Kolarz                | Miejsce    |
| 120        | Łukasz Owsian         | 96.        |
| 121        | Maciej Bodnar         | DNF        |
| 122        | Stanisław Aniołkowski | 76.        |

| Czechy CZE | Czechy CZE     | Czechy CZE |
| ---------- | -------------- | ---------- |
| Nr         | Kolarz         | Miejsce    |
| 123        | Jan Hirt       | DNF        |
| 124        | Michael Kukrle | 59.        |
| 125        | Zdeněk Štybar  | 42.        |

| Austria AUT | Austria AUT           | Austria AUT |
| ----------- | --------------------- | ----------- |
| Nr          | Kolarz                | Miejsce     |
| 126         | Felix Gall            | 97.         |
| 127         | Sebastian Schönberger | 40.         |
| 128         | Tobias Bayer          | 62.         |

| Kazachstan KAZ | Kazachstan KAZ   | Kazachstan KAZ |
| -------------- | ---------------- | -------------- |
| Nr             | Kolarz           | Miejsce        |
| 129            | Aleksiej Łucenko | 24.            |
| 130            | Wadim Pronski    | DNF            |
| 131            | Jurij Natarow    | DNF            |

| Łotwa LAT | Łotwa LAT     | Łotwa LAT |
| --------- | ------------- | --------- |
| Nr        | Kolarz        | Miejsce   |
| 132       | Emīls Liepiņš | 58.       |

| Luksemburg LUX | Luksemburg LUX     | Luksemburg LUX |
| -------------- | ------------------ | -------------- |
| Nr             | Kolarz             | Miejsce        |
| 133            | Bob Jungels        | 45.            |
| 134            | Colin Heiderscheid | DNF            |
| 135            | Kevin Geniets      | 21.            |
| 136            | Luc Wirtgen        | 95.            |

| Węgry HUN | Węgry HUN     | Węgry HUN |
| --------- | ------------- | --------- |
| Nr        | Kolarz        | Miejsce   |
| 137       | Attila Valter | 23.       |

| Ukraina UKR | Ukraina UKR        | Ukraina UKR |
| ----------- | ------------------ | ----------- |
| Nr          | Kolarz             | Miejsce     |
| 138         | Witalij Nowakowski | DNF         |
| 139         | Witalij Buc        | DNF         |

| Argentyna ARG | Argentyna ARG     | Argentyna ARG |
| ------------- | ----------------- | ------------- |
| Nr            | Kolarz            | Miejsce       |
| 140           | Eduardo Sepúlveda | 71.           |

| Słowacja SVK | Słowacja SVK  | Słowacja SVK |
| ------------ | ------------- | ------------ |
| Nr           | Kolarz        | Miejsce      |
| 141          | Juraj Sagan   | DNF          |
| 142          | Marek Čanecký | 65.          |
| 143          | Matúš Štoček  | 64.          |
| 144          | Peter Sagan   | 7.           |

| Mongolia MGL | Mongolia MGL            | Mongolia MGL |
| ------------ | ----------------------- | ------------ |
| Nr           | Kolarz                  | Miejsce      |
| 145          | Bilguunjargal Erdenebat | DNF          |
| 146          | Jambaljamts Sainbayar   | DNF          |

| Japonia JPN | Japonia JPN     | Japonia JPN |
| ----------- | --------------- | ----------- |
| Nr          | Kolarz          | Miejsce     |
| 147         | Yukiya Arashiro | 39.         |

| Litwa LTU | Litwa LTU        | Litwa LTU |
| --------- | ---------------- | --------- |
| Nr        | Kolarz           | Miejsce   |
| 148       | Venantas Lašinis | DNF       |

| Szwecja SWE | Szwecja SWE       | Szwecja SWE |
| ----------- | ----------------- | ----------- |
| Nr          | Kolarz            | Miejsce     |
| 149         | Tobias Ludvigsson | DNF         |

| Panama PAN | Panama PAN        | Panama PAN |
| ---------- | ----------------- | ---------- |
| Nr         | Kolarz            | Miejsce    |
| 150        | Bolivar Espinosa  | DNF        |
| 151        | Christofer Jurado | DNF        |

| Grecja GRE | Grecja GRE     | Grecja GRE |
| ---------- | -------------- | ---------- |
| Nr         | Kolarz         | Miejsce    |
| 152        | Jeorjos Buglas | DNF        |

| Maroko MAR | Maroko MAR       | Maroko MAR |
| ---------- | ---------------- | ---------- |
| Nr         | Kolarz           | Miejsce    |
| 153        | Achraf Ed Doghmy | DNF        |

| Izrael ISR | Izrael ISR | Izrael ISR |
| ---------- | ---------- | ---------- |
| Nr         | Kolarz     | Miejsce    |
| 154        | Gaj Sagiw  | DNF        |

| Uzbekistan UZB | Uzbekistan UZB      | Uzbekistan UZB |
| -------------- | ------------------- | -------------- |
| Nr             | Kolarz              | Miejsce        |
| 155            | Muradjan Xalmuratov | DNF            |

| Turcja TUR | Turcja TUR    | Turcja TUR |
| ---------- | ------------- | ---------- |
| Nr         | Kolarz        | Miejsce    |
| 156        | Mustafa Sayar | DNF        |

| Brazylia BRA | Brazylia BRA    | Brazylia BRA |
| ------------ | --------------- | ------------ |
| Nr           | Kolarz          | Miejsce      |
| 157          | Nícolas Sessler | DNF          |

| Rwanda RWA | Rwanda RWA      | Rwanda RWA |
| ---------- | --------------- | ---------- |
| Nr         | Kolarz          | Miejsce    |
| 158        | Eric Manizabayo | DNF        |
| 159        | Moïse Mugisha   | DNF        |

| Tajlandia THA | Tajlandia THA            | Tajlandia THA |
| ------------- | ------------------------ | ------------- |
| Nr            | Kolarz                   | Miejsce       |
| 160           | Peerapol Chawchiangkwang | DNF           |
| 161           | Sarawut Sirironnachai    | DNF           |

| Serbia SRB | Serbia SRB  | Serbia SRB |
| ---------- | ----------- | ---------- |
| Nr         | Kolarz      | Miejsce    |
| 162        | Ognjen Ilić | DNF        |

| Hongkong HKG | Hongkong HKG  | Hongkong HKG |
| ------------ | ------------- | ------------ |
| Nr           | Kolarz        | Miejsce      |
| 163          | Choy Hiu Fung | DNF          |

| Chiny CHN | Chiny CHN          | Chiny CHN |
| --------- | ------------------ | --------- |
| Nr        | Kolarz             | Miejsce   |
| 164       | Nazaerbieke Bieken | DNF       |
| 165       | Lü Xianjing        | DNF       |

| Korea Południowa KOR | Korea Południowa KOR | Korea Południowa KOR |
| -------------------- | -------------------- | -------------------- |
| Nr                   | Kolarz               | Miejsce              |
| 166                  | Jang Kyung-gu        | DNF                  |

| Monako MON | Monako MON     | Monako MON |
| ---------- | -------------- | ---------- |
| Nr         | Kolarz         | Miejsce    |
| 167        | Antoine Berlin | DNF        |

| Malta MLT | Malta MLT      | Malta MLT |
| --------- | -------------- | --------- |
| Nr        | Kolarz         | Miejsce   |
| 168       | Daniel Bonello | DNF       |

| Watykan VAT | Watykan VAT     | Watykan VAT |
| ----------- | --------------- | ----------- |
| Nr          | Kolarz          | Miejsce     |
| 169         | Rien Schuurhuis | DNF         |

## Klasyfikacja generalna
| \| Klasyfikacja generalna \| Klasyfikacja generalna \| Klasyfikacja generalna \| Klasyfikacja generalna \| Klasyfikacja generalna \| \| Kolarz \| Kolarz \| Państwo \| Drużyna \| Czas \| \| ---------------------- \| ---------------------- \| ---------------------- \| ---------------------- \| ---------------------- \| \| 1. \| Remco Evenepoel \| Belgia \| Belgia \| 6h 16' 08" \| \| 2. \| Christophe Laporte \| Francja \| Francja \| + 2' 21" \| \| 3. \| Michael Matthews \| Australia \| Australia \| + 2' 21" \| \| 4. \| Wout van Aert \| Belgia \| Belgia \| + 2' 21" \| \| 5. \| Matteo Trentin \| Włochy \| Włochy \| + 2' 21" \| \| 6. \| Alexander Kristoff \| Norwegia \| Norwegia \| + 2' 21" \| \| 7. \| Peter Sagan \| Słowacja \| Słowacja \| + 2' 21" \| \| 8. \| Alberto Bettiol \| Włochy \| Włochy \| + 2' 21" \| \| 9. \| Ethan Hayter \| Wielka Brytania \| Wielka Brytania \| + 2' 21" \| \| 10. \| Mattias Skjelmose \| Dania \| Dania \| + 2' 21" \| \| 11. \| Iván García Cortina \| Hiszpania \| Hiszpania \| + 2' 21" \| \| 12. \| Jan Tratnik \| Słowenia \| Słowenia \| + 2' 21" \| \| 13. \| Lorenzo Rota \| Włochy \| Włochy \| + 2' 21" \| \| 14. \| Ben Tulett \| Wielka Brytania \| Wielka Brytania \| + 2' 21" \| \| 15. \| Mikkel Frølich Honoré \| Dania \| Dania \| + 2' 21" \| \| 16. \| Rasmus Tiller \| Norwegia \| Norwegia \| + 2' 21" \| \| 17. \| Mauro Schmid \| Szwajcaria \| Szwajcaria \| + 2' 21" \| \| 18. \| Neilson Powless \| Stany Zjednoczone \| Stany Zjednoczone \| + 2' 21" \| \| 19. \| Tadej Pogačar \| Słowenia \| Słowenia \| + 2' 21" \| \| 20. \| Stefan Küng \| Szwajcaria \| Szwajcaria \| + 2' 21" \| |                       |                   |                   |            |
| |                       |                   |                   |            |
| Źródło: ProCyclingStats |                       |                   |                   |            |
| Klasyfikacja generalna |                       |                   |                   |            |
| Kolarz | Kolarz                | Państwo           | Drużyna           | Czas       |
| 1. | Remco Evenepoel       | Belgia            | Belgia            | 6h 16' 08" |
| 2. | Christophe Laporte    | Francja           | Francja           | + 2' 21"   |
| 3. | Michael Matthews      | Australia         | Australia         | + 2' 21"   |
| 4. | Wout van Aert         | Belgia            | Belgia            | + 2' 21"   |
| 5. | Matteo Trentin        | Włochy            | Włochy            | + 2' 21"   |
| 6. | Alexander Kristoff    | Norwegia          | Norwegia          | + 2' 21"   |
| 7. | Peter Sagan           | Słowacja          | Słowacja          | + 2' 21"   |
| 8. | Alberto Bettiol       | Włochy            | Włochy            | + 2' 21"   |
| 9. | Ethan Hayter          | Wielka Brytania   | Wielka Brytania   | + 2' 21"   |
| 10. | Mattias Skjelmose     | Dania             | Dania             | + 2' 21"   |
| 11. | Iván García Cortina   | Hiszpania         | Hiszpania         | + 2' 21"   |
| 12. | Jan Tratnik           | Słowenia          | Słowenia          | + 2' 21"   |
| 13. | Lorenzo Rota          | Włochy            | Włochy            | + 2' 21"   |
| 14. | Ben Tulett            | Wielka Brytania   | Wielka Brytania   | + 2' 21"   |
| 15. | Mikkel Frølich Honoré | Dania             | Dania             | + 2' 21"   |
| 16. | Rasmus Tiller         | Norwegia          | Norwegia          | + 2' 21"   |
| 17. | Mauro Schmid          | Szwajcaria        | Szwajcaria        | + 2' 21"   |
| 18. | Neilson Powless       | Stany Zjednoczone | Stany Zjednoczone | + 2' 21"   |
| 19. | Tadej Pogačar         | Słowenia          | Słowenia          | + 2' 21"   |
| 20. | Stefan Küng           | Szwajcaria        | Szwajcaria        | + 2' 21"   |